# San José
Za mesto v Kaliforniji glej San Jose, Kalifornija.
San José (špansko: [saŋ xoˈse]; pomeni 'Sveti Jožef') je glavno in največje mesto Kostarike, ter srce metropolitanskega območja Gran Area Metropolitana (GAM). Leži v središču države, na srednjem zahodu Osrednjega podolja, znotraj kantona San José. Je sedež nacionalne vlade Kostarike, središče politične in gospodarske dejavnosti ter glavno prometno vozlišče. Prebivalstvo kantona San José je bilo po štetju leta 2011 288.054, občinska površina San Joséja pa meri 44,2 kvadratnih kilometrov. Skupaj z več drugimi kantoni Osrednjega podolja, vključno Alajuela, Heredia in Cartago, tvori širše metropolitansko območje države z ocenjenim prebivalstvom več kot 2 milijona leta 2018. Mesto je poimenovano po Jožefu iz Nazareta.
Prebivalstvo San Joséja, ustanovljenega leta 1736 po ukazu Cabilda de Leóna, se je v 18. stoletju povečalo z uporabo kolonialnega načrtovanja. V zgodovini je bilo mesto strateškega pomena, saj je bilo trikrat glavno mesto Kostarike. Dnevno gre skozenj več kot milijon ljudi. Je dom Museo Nacional de Costa Rica (Narodni muzej Kostarike), Narodnega gledališča Kostarike in parka La Sabana. Mestu služi mednarodno letališče Juan Santamaría.
San José je med latinskoameriškimi mesti znan po visoki kakovosti življenja, varnosti, stopnji globalizacije, okoljski uspešnosti, javnih storitvah in priznanih institucijah. Glede na študije o Latinski Ameriki je San José eno najvarnejših in najmanj nasilnih mest v regiji. Leta 2006 je bilo mesto imenovano za iberoameriško prestolnico kulture. Glede na The MasterCard Global Destinations Cities Index 2012 je San José šesta najbolj obiskana destinacija v Latinski Ameriki in prva v Srednji Ameriki. San José se je uvrstil na 15. mesto najhitreje rastočih destinacijskih mest na svetu glede na čezmejno porabo obiskovalcev. GaWC ga šteje za "Beta-" globalno mesto. San José se je leta 2016 pridružil Unescovi globalni mreži učečih se mest.

## Zgodovina
Prebivalstvo San Joséja je naraslo med načrtovanjem kolonizacije v 18. stoletju, ki se je razlikovalo od tradicionalnih temeljnih načrtov španskih mest na celini Srednje Amerike.
Ustanovljen leta 1736 po ukazu Cabilda de Leóna, njegov cilj je bil zbrati razpršene prebivalce doline Aserrí. De León je tako naročil gradnjo kapele blizu območja, znanega kot La Boca del Monte, ki je bila dokončana leto kasneje. Tega leta je bil sv. Jožef izbran za župnijskega zavetnika, od tod tudi njeno ime. Kapela, ki je bila zelo skromna, je bila postavljena s pomočjo cerkve iz Cartaga.
Za razliko od sosednjega Cartaga San José ni bil ustanovljen z uradnim odlokom in zato ni imel mestne vlade. Šele z uveljavitvijo ustave Cádiza leta 1812 je San José dobil prvo mestno vlado. 18. oktobra 1813 je prezbiter Florencio del Castillo v imenu španske vlade območje prvič opredelil kot mesto, naziv pa je bil nato izgubljen leta 1814, ko je Ferdinand VII. Španski razveljavil postopke sodišč. Mestna vlada je bila obnovljena leta 1820 skupaj z nazivom mesta in leta 1823 je San José postal glavno mesto Kostarike. Zaradi tega je San José eno najmlajših prestolnic v Latinski Ameriki.
Prebivalstvo in gospodarsko rast sta spodbudila izboljšanje dostopa do vode in postavitev tobačne tovarne leta 1782. Kopičenje kapitala, ki so ga prinesle plantaže tobaka, je mestu omogočilo, da je ekonomsko preseglo sosednje province.
Prva sodobna mestna soseska nosi ime svojega ustanovitelja, francoskega podjetnika s kavo Monsieurja Amona, in je nastala v poznem 19. stoletju v skladu s sodobno arhitekturo Belle Époque. Barrio Amon in Narodno gledališče ostajata simbola tako imenovane zlate dobe kostariške kave.
Danes je San José sodobno mesto z živahno trgovino in živahnimi izrazi umetnosti in arhitekture. Spodbujen z izboljšano turistično industrijo v državi, je pomembna destinacija in postanek za tuje obiskovalce.
San José ima močan vpliv zaradi svoje bližine drugim mestom (Alajuela, Heredia in Cartago) in demografske sestave države v Osrednjem podoju.

## Okrožja
Meje mesta San José, kot so opredeljene v upravni teritorialni delitvi in določene v izvršnem odloku 11562 z dne 27. maja 1980, določajo meje kantona San José, razen vzhodnega sektorja okrožja Uruca. Zato je mesto sestavljeno iz celotnega okrožja Carmen, Merced, Hospital, Catedral, Zapote, San Francisco de Dos Ríos, Mata Redonda, Pavas, Hatillo, San Sebastián in delno okrožja Uruca.

## Podnebje
San José ima tropsko mokro in suho podnebje (Köppnova podnebna klasifikacija Aw). Količina padavin se zelo razlikuje med najbolj suhim mesecem (6,3 mm) in najbolj mokrim mesecem (355,1 mm), medtem ko se povprečne temperature malo razlikujejo. Najbolj vroč mesec je april s povprečno temperaturo 23,7 °C, medtem ko je najhladnejši mesec oktober s povprečno temperaturo 21,8 °C.

## Glavne znamenitosti

### Gledališča in dvorane
San José ima številna gledališča, mnoga z evropsko arhitekturo. Te stavbe služijo kot glavne turistične atrakcije mesta, ne samo zaradi svoje arhitekture, ampak zaradi kulturnih, glasbenih in umetniških predstavitev in dejavnosti, ki vključujejo tradicionalno in moderno kulturo Kostarike in San Josefina.
Najbolj znani so:
- Narodno gledališče Kostarike (Teatro Nacional de Costa Rica) velja za najlepšo zgodovinsko stavbo v prestolnici in je znano po svoji izvrstni notranjosti, ki vključuje razkošno italijansko opremo
- Gledališče Melico Salazar (Teatro Popular Melico Salazar) predstavljata drame, plesne predstave in koncerte skozi vse leto
- Državni avditorij otroškega muzeja Kostarike (Museo de los Niños).
- El Teatro Variedades (1892) je najstarejše gledališče v San Joséju.

Kljub temu je po mestu mogoče najti druga 'manjša' gledališča, ki nudijo široko paleto zabave.

### Muzeji
San José je tudi gostitelj različnih muzejev. Ti muzeji obiskovalcem omogočajo ogled zgodovine Kostarike, znanstvenih odkritij, kulture in umetnosti predkolumbovskega obdobja ter sodobne umetnosti Kostarike. Mesto je tudi gostitelj nacionalnega muzeja zlata in muzeja žada.
Nekateri glavni muzeji v mestu so:
- Otroški muzej (Museo de los Niños)
- Narodni muzej Kostarike (Museo Nacional de Costa Rica)
- Muzej predkolumbovskega zlata (Museo de Oro Precolombino)
- Muzej Kostariške umetnosti
- Muzej sodobne umetnosti in oblikovanja (Museo de Arte y Diseño Contemporáneo)
- Muzej žada (Museo del Jade Marco Fidel Tristán Castro)

### Parki, trgi in živalski vrtovi
San José je dom številnih parkov in trgov (plaza v španščini); kjer lahko najdemo paviljone, odprte zelene površine, rekreacijske površine, jezera, fontane, kipe in skulpture kostariških umetnikov ter številne različne vrste ptic, dreves in rastlin.
Primarni mestni parki so:
- Narodni park (Parque Nacional)
- Park Morazán (Parque Morazán) — s paviljonom neoklasicističnega Templja glasbe (Templo de la Música)
- Metropolitanski park La Sabana (Parque Metropolitano La Sabana) — največji park in "pljuča San Joséja" v okrožju Mata Redonda (zahodno mesto)
- Park miru (Parque de la Paz)
- Park Okayama (Parque Okayama) — vrtni in arhitekturni elementi v japonskem slogu, okrasni ribniki in vrtne skulpture
- Simón Bolívar Zoo — edini živalski vrt v mestu z veliko različnih avtohtonih kostariških in eksotičnih živali in rastlinskih vrst

Trgi ali mestni trgi so zelo vidni v okrožjih San Joséja.
- Plaza de la Democracia
- Trg kulture — La Plaza de La Cultura

## Kuhinja
Kostariška kuhinja (comida típica) na splošno ni začinjena. V San Joséju je najbolj priljubljena nacionalna jed gallo pinto, ki je mešanica ocvrtega riža in črnega fižola. Gallo pinto običajno postrežemo za zajtrk s tortiljami in natillo, redko kislo smetano. Kostariške restavracije, ki strežejo tradicionalno hrano po dostopni ceni, se imenujejo gazirane pijače in običajno ponujajo casados za kosilo in večerjo. Casado (kar v španščini pomeni 'poročen') je sestavljen iz riža, fižola in mesa ter običajno prihaja s solato iz zelja in paradižnika, ocvrtimi trpotci in/ali tortiljami. Osrednja tržnica San José v središču mesta San José ima številne stojnice in gazirane pijače.

### Pobratena mesta
San José je pobraten z:
| - Atene, Grčija - Buenos Aires, Argentina - Caracas, Venezuela - Tajpej, Tajvan - Santiago de Chile, Čile - Rio de Janeiro, Brazilija - Madrid, Španija - Chimbote, Peru - Huancayo, Peru - Juliaca, Peru | - Lima, Peru - Miami-Dade County, ZDA - McAllen, ZDA - San Jose, Kalifornija, ZDA - Kfar Saba, Izrael - Okayama, Japonska - Guadalajara, Mehika - Ciudad de Mexico, Mehika - Ecatepec, Mehika - Managua, Nikaragva | - Peking, LR Kitajska - Ahuachapán, El Salvador - Gvatemala (mesto), Gvatemala - Quetzaltenango, Gvatemala - Goiânia, Brazilija - Maracay, Venezuela - Montevideo, Urugvaj - San Pedro Sula, Honduras - Jayapura, Indonezija - Bari, Italija |